# Зелений Сад (Логойський район)
Зелений Сад — (біл. Зялёны Сад), село (веска) в складі Логойського району розташоване в Мінській області Білорусі, підпорядковане Логозинській сільській раді.
Село Зелений Сад розташоване в центральних районах Білорусі, у північній частині Мінської області - орієнтовне розташування [Архівовано 23 червня 2007 у Wayback Machine.].